# Governació de Deir ez-Zor

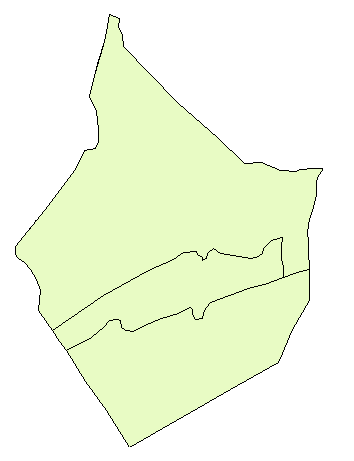
Districtes: Mayadin al nord, Abu Kamal al sud i Mayadin al centre

La governació o muhàfadha de Deir ez-Zor (àrab: مُحافظة دير الزور, muḥāfaẓat Dayr az-Zūr) és una divisió administrativa (muhàfadha) de Síria a la frontera amb Iraq. La superfície és de 33,060 km² i la població d'1.094.000 (estimació de 2007). La capital és Dayr al-Zor o Deir ez-Zor.
Una zona de la governació fou bombardejada per Israel el 6 de setembre del 2007 per sospitar que emmagatzemava material nuclear per a Corea del Nord.
Administrativament està formada per tres districtes:
- Mayadin
- Abu Kamal
- Deir ez-Zor